# Sobenja vas
Sobenja vas je naselje v Občini Brežice.

## Prebivalstvo
Etnična sestava 1991:
- Slovenci: 155 (98,7 %)
- Hrvati: 1
- Neznano: 1